# 21기 일본 기성전
21기 일본 기성전은 요미우리 신문, 일본기원, 관서기원이 주최,주관,후원하는 일본의 바둑 기전으로  일본기원 소속 전문기사로 참가한 일본 최대의 기전이다.  도전 7번기 에서는 일본 기성 조치훈 九단이 도전자 고바야시 사토루(小林覺)을 4:3으로 꺾고 우승 했다.

## 대국 결과
| 대진     | 연도   | 대국일자            | 대국장소                                                     | 승자                 | 패자                 | 결과             | 기보 |
| -------- | ------ | ------------------- | ------------------------------------------------------------ | -------------------- | -------------------- | ---------------- | ---- |
| 도전 1국 | 1997년 | 1월 15일 ~ 1월 16일 | 미국 하와이주 호놀룰루 코올리나 호텔                         | 조치훈 九단          | 고바야시 사토루 九단 | 145수 흑 불계승  |      |
| 도전 2국 | 1997년 | 1월 29일 ~ 1월 30일 | 일본 기후(岐阜)현                                            | 조치훈 九단          | 고바야시 사토루 九단 | 228수 백 불계승  |      |
| 도전 3국 | 1997년 | 2월 5일 ~ 2월 6일   | 일본 미야키(宮城)현                                          | 고바야시 사토루 九단 | 조치훈 九단          | 158수 백 불계승  |      |
| 도전 4국 | 1997년 | 2월 19일 ~ 2월 20일 | 일본 야마구치(山口)현                                        | 조치훈 九단          | 고바야시 사토루 九단 | 184수 백 불계승  |      |
| 도전 5국 | 1997년 | 2월 26일 ~ 2월 27일 | 일본 홋카이도(北海道) 오호츠크 종합진흥국 아바시리(網走市)시 | 조치훈 九단          | 고바야시 사토루 九단 | 233수 흑 1집반승 |      |
| 도전 6국 | 1997년 |                     |                                                              |                      |                      |                  |      |
| 도전 7국 | 1997년 |                     |                                                              |                      |                      |                  |      |